# Capteur photographique CCD
Pour les articles homonymes, voir CCD.
Cet article traite du capteur photographique, il ne doit pas être confondu avec le dispositif à transfert de charges.

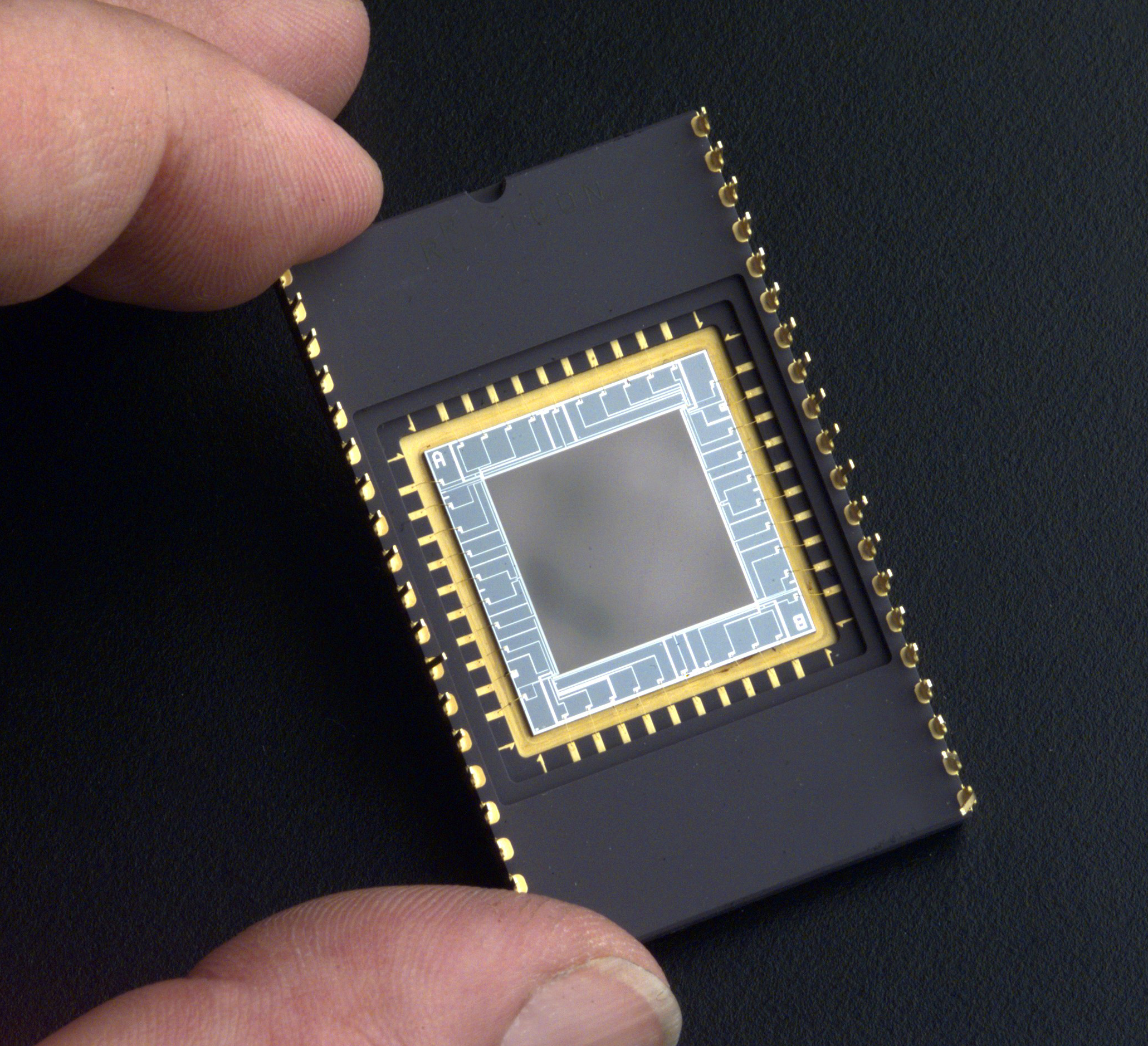
Capteur photographique CCD pour l'imagerie astronomique.

Un capteur photographique CCD est un capteur photographique basé sur un dispositif à transfert de charges (charge coupled device, CCD). Dans les scanners de documents et beaucoup d'autres applications similaires, les dispositifs sont linéaires ; ils passent transversalement sur l'objet à explorer. Dans les appareils photographiques et les caméras vidéo numériques, les capteurs sont regroupés sur une surface rectangulaire, où chaque CCD forme une ligne, souvent dans la plus petite dimension de l'image.
Chaque élément photosensible charge un des éléments du CCD proportionnellement à son illumination. L'insolation est ensuite suspendue pendant qu'un signal d'horloge provoque le transfert de la charge à l'élément voisin, effectuant en bout de ligne une sérialisation des informations.

## Principe

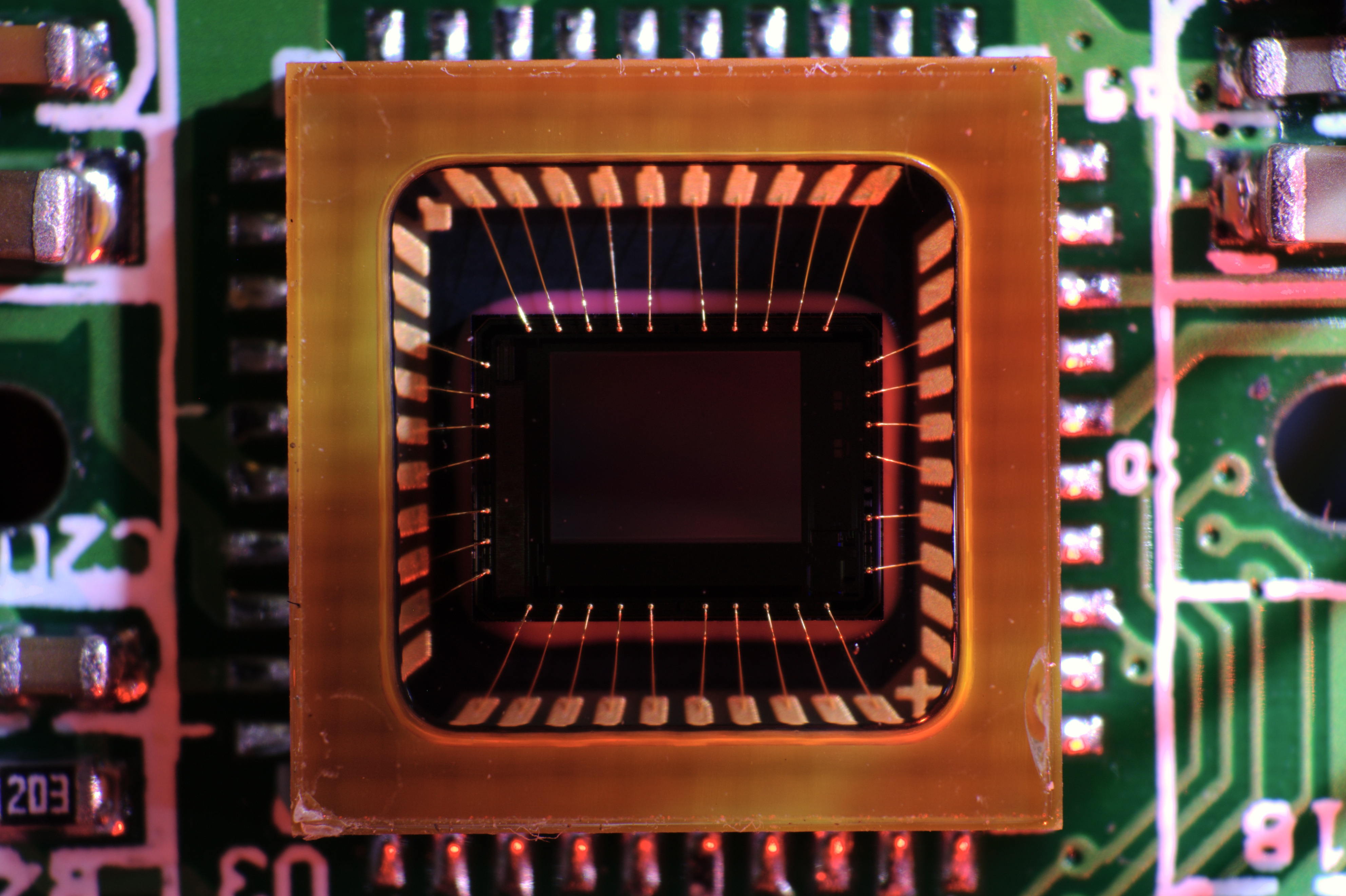
Le capteur CCD d'une webcam.

Les capteurs d'image CCD consistent en une matrice de photodiodes qui peuvent être indifféremment carrées, rectangulaires, ou polygonales, d'un diamètre caractéristique allant de 1,4 µm à plus de 20 µm. L'efficacité d'un élément capteur s'exprime en électrons produits par photon reçu. Plus la surface d'un élément est importante, plus il reçoit de photons, et donc plus la sensibilité lumineuse et la gamme dynamique du CCD sont élevées, mais comme le nombre d'éléments diminue pour une même longueur, il faut un capteur plus grand et un objectif de plus longue focale pour maintenir le pouvoir de résolution.
La plupart des CCD exploitent un effet de champ : un film diélectrique recouvre la couche dopée, et des électrodes transparentes sont connectées à ce film. Les porteurs de charges (le plus souvent des électrons, mais parfois aussi des « trous ») s'accumulent sur le film. Une autre fine couche conductrice est parfois interposée entre les pixels pour améliorer le contraste et décharger électriquement les pixels sur-éclairés.
La lumière incidente transfère par effet photoélectrique interne son énergie aux électrons du semi-conducteur. Cet apport libère des électrons (de charge négative) et des « trous » (de charge positive), qui se repoussent lorsqu'une tension électrique est appliquée. Contrairement à ce qui se passe avec une photodiode, les charges ne sont pas immédiatement évacuées, mais s'accumulent dans une cellule mémoire, un puits de potentiel, qui fonctionne comme un condensateur. Si elle est décodée à temps, avant saturation en tension de la photodiode, la charge totale emmagasinée est proportionnelle à l'exposition.
En cas de surexposition, les charges d'une cellule mémoire peuvent influencer celles d'une cellule voisine ; un « circuit anti-blooming » qui fonctionne comme un évacuateur et écrête les surplus d'énergie peut réduire ou éliminer cet effet. Pour des longs temps de pause, le signal de sortie n'est plus proportionnel à l'exposition ; c'est pourquoi on évite cette pratique dans les applications scientifiques des capteurs CCD.
Après l'exposition, le dispositif de transfert de charges fonctionne comme une chaîne à godets, jusqu'au filtre de sortie. Le signal de sortie du capteur est transmis en série : les charges de chacun des pixels l'une après l'autre, alors que la lumière incidente les a chargés simultanément, « en parallèle », lors de l'exposition.

## Types

### Géométrie du réseau: lignes et points

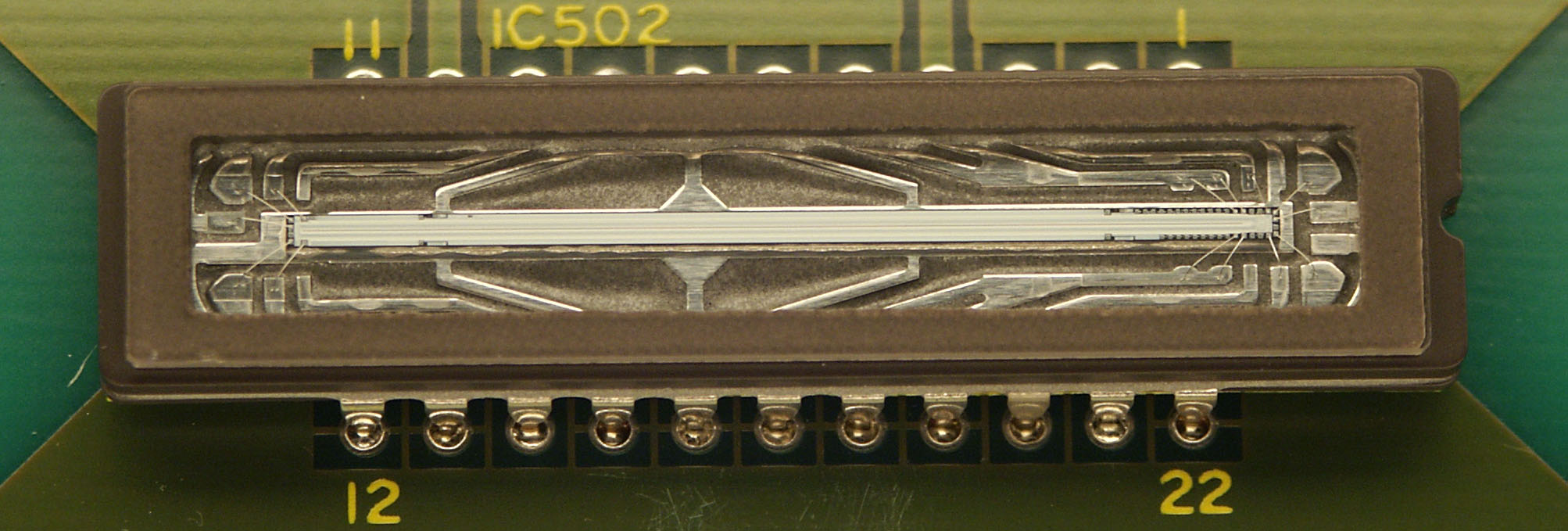
capteur CCD « décodeur de ligne » d'un fax.

La plupart des capteurs CCD sont des plaquettes destinées à enregistrer des images. Pour le décodage du capteur, la charge des photodiodes est copiée dans une série de CCD verticaux (registres à décalage vertical), puis recodée à la fréquence de balayage vertical. Elles chargent simultanément les cellules d'un CCD horizontal, qui les retransmet immédiatement (fréquence de pixel, qui détermine la bande passante vidéo). Le signal en sortie de ce registre à décalage est transmis au filtre-amplificateur (convertisseur courant-tension et convertisseur d’impédance).
Le signal en sortie résultant présente beaucoup de similitude avec le signal des photocapteurs CMOS conventionnels ce qui en a facilité le remplacement.

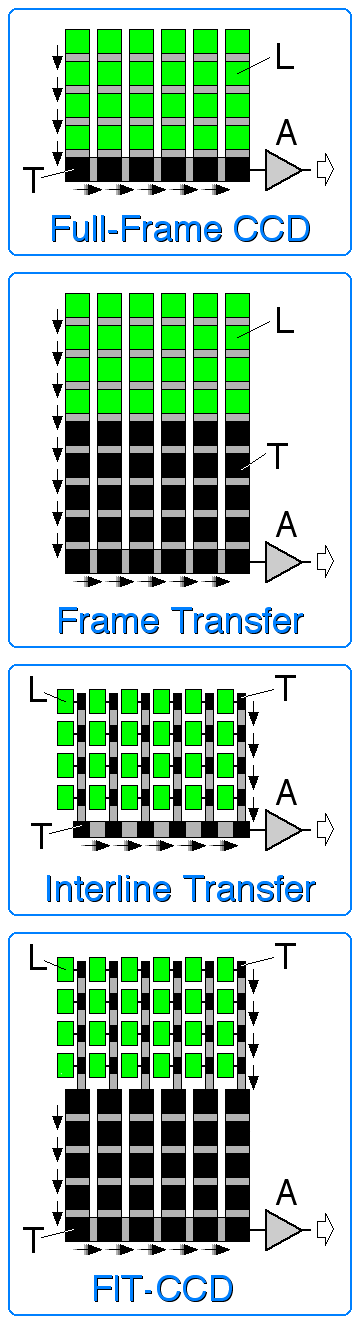
Quelques types de CCD :
L – pixels photosensibles,
T – à registre de transfert,
A – amplificateur de contraste.

Ce principe de base peut être modifié :
- pour augmenter le temps de réaction, on peut utiliser plusieurs filtre-amplificateurs. Avec deux amplificateurs, par ex., il est possible de transmettre les pixels de rang pair vers un canal, ceux de rang impair sur l'autre. Ils sont ensuite transmis vers deux registres à décalage horizontaux, possédant chacun leur convertisseur courant-tension et leur amplificateur de sortie ;
- on peut aussi faire l'économie du registre à décalage horizontal et réserver le principe du CCD au transfert de charge vertical. Chaque canal possède dans ce cas son propre convertisseur courant-tension, sollicité à moins haute fréquence ;
- si l'on étend cette parallélisation au niveau de chaque pixel, il n'est même plus besoin de capteur CCD, puisqu'il n'est plus utile de transférer les charges : de tels capteurs existent, et sont appelés Active Pixel Sensors ;
- on n'a parfois besoin que d'un capteur détecteur de ligne (soit par la nature de l'application, soit parce que la synthèse bidimensionnelle de l'image est assurée par un procédé mécanique) : les CCD capteurs de ligne se passent de registre à décalage horizontal ;
- il existe enfin une dernière forme particulière de CCD (Electron Multiplying CCD, en abrégé EMCCD) qui utilise des registres à décalage spéciaux pour amplifier le signal avant décodage : elle est réservée au traitement de très faibles signaux lumineux. Ces  EMCCDs peuvent être déclinés en détecteurs de spot lumineux ; mais la plupart des EMCCD sont plutôt des détecteurs d'image et utilisent des registres à décalage « classiques » pour le transfert de charge.

Pour les mesures précises à multi-convertisseurs courant-tension (et convertisseurs analogique-digitaux si nécessaires), chaque composant doit être adapté aux autres afin de compenser les variations relatives de linéarité, de retard et de niveau de bruit ; autrement cela peut entraîner des problèmes comme en spectroscopie.

### Transfert de charge: CCD FF, FT, IT ou FIT
Aucune charge électrique supplémentaire ne doit être interceptée pendant le transfert de charge. Plusieurs solutions sont mises en œuvre pour cela :
- le CCD Full-Frame (FF) (avec obturateur mécanique auxiliaire) ;
- le CCD à transfert segmenté (FT) ;
- le CCD à transfert par interlignes (IT) et ;
- le CCD à transfert segmenté par interlignes (FIT).

### Exposition: incidence directe, rétro-incidence
Sur la plupart des puces CCD, c'est la face supérieure de la lamelle de silicium, c'est-à-dire celle sur laquelle on a placé les structures semi-conductrices, qui est éclairée (front-side-illuminated CCD). À la surface se trouvent certaines structures non-photosensibles (par exemple des électrodes en silicium polycristallin) : ce sont surtout les longueurs d'onde courtes (bleues, violettes et ultraviolettes) qui y sont en partie absorbées. Mais cette coupure du spectre est évitée dans les CCD rétro-illuminés : dans ces composants, la face postérieure de la plaquette de silicium est polie et gravée sur une épaisseur de 10 à 20 µm , puis accolée à la face postérieure de la couche photosensible. Cette technique est fort coûteuse : aussi n'y a-t-on recours que pour les ondes courtes nécessitant une haute efficacité quantique, par exemple en spectroscopie ou en astronomie. Un inconvénient des CCD rétro-illuminés est leur inégale sensibilité spectrale pour les longueurs d'onde les plus élevées, car les multiples reflets de la lumière par réflexion totale entre les faces provoque des interférences superficielles (etaloning), exactement comme dans un interféromètre de Fabry-Perot.

### Les capteurs couleur: filtres et forme des pixels

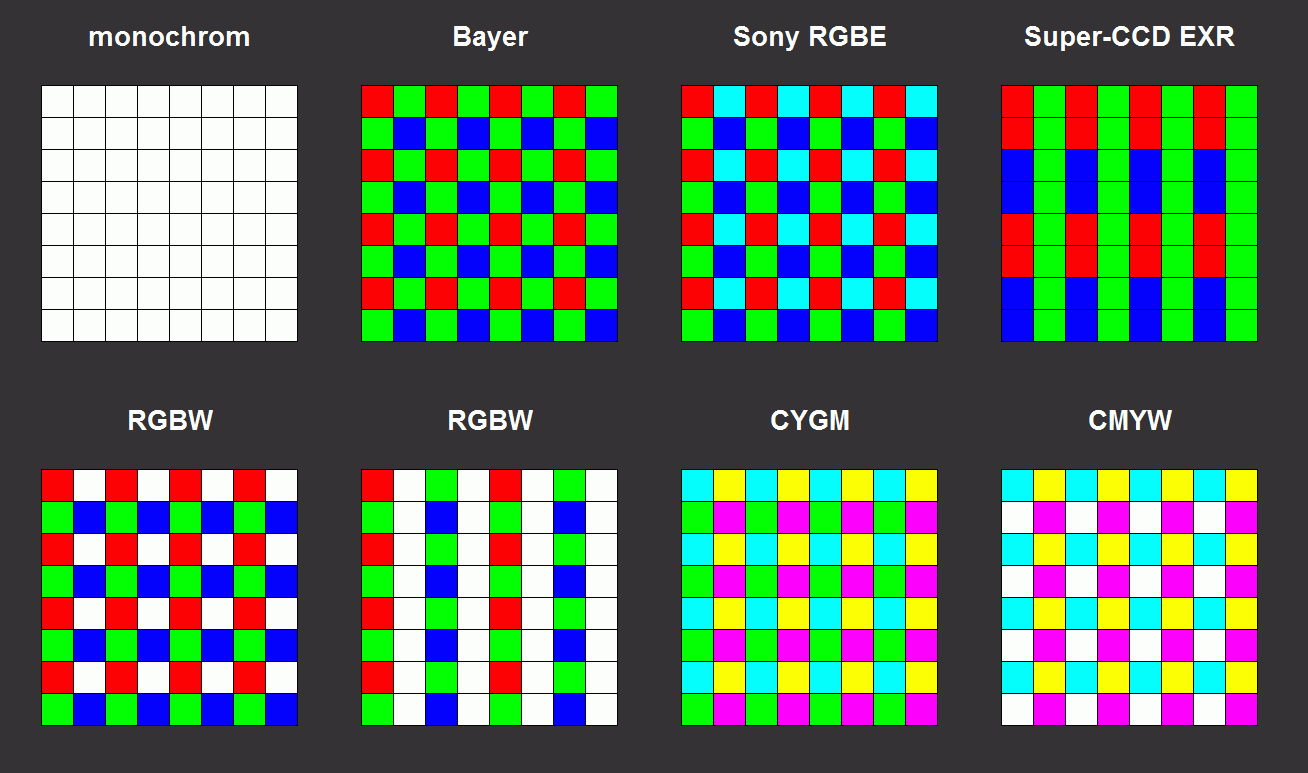
Mosaïques chromatiques d'un capteur mono-CCD

Pour la détection d'images en couleur il faut utiliser des capteurs avec des pixels de sélectivités spectrales différentes. Par un post-traitement des signaux des pixels occupant un même secteur de l'image, on peut déterminer des grandeurs macroscopiques comme la teinte ou le contraste.
En 2020, deux principales méthodes sont utilisées :
- systèmes d'analyse en couleurs primaires par deux miroirs semi-réfléchissants et prismes à réflexion totale, et traitement par trois capteurs spécialisés chacun dans une primaire (capteur à triple CCD) ;

Matrice de Bayer

- systèmes à un seul capteur (le plus souvent sous forme de matrice de Bayer) muni d'un masque d'absorption chromatique.

Les composants exploitant la différence de profondeur de pénétration dans le silicium des photons de longueurs d'onde bleues et rouge (capteur Foveon-X3), ne sont pas utilisés dans les CCD.

#### Capteurs à triple CCD
Les appareils photo numériques milieu de gamme comportent déjà des capteurs à triple CCD. Ce sont des capteurs relativement petits (de 1/6″ pour les appareils amateur, à 2/3″ pour les professionnels).
Ils exigent une optique de distance focale élevée, au minimum 1,6 fois la diagonale du capteur, afin de ménager suffisamment de volume pour y loger le prisme dispersif. La lumière emmagasinée y est analysée de façon optimale et même avec une courte diagonale, ces appareils offrent un bon rapport signal-bruit et un excellent rendu des couleurs.
Le prisme se trouve juste derrière l'objectif, et un capteur CCD est appliqué contre chacune des faces d'émergence des rayons lumineux. La préparation de ces prismes équipés de CCD exige la plus grande précision du laboratoire de fabrication, afin d'assurer la couverture de toute la plage chromatique.

#### Formes des pixels des capteurs monochromes et couleur

Juxtaposition des différentes géométries de pixel.

Les CCD à pixels carrés équipés de filtre couleur RGGB (à matrice de Bayer) ont de loin les plus grosses parts de marché. D'autres formes de pixel (rectangulaire, hexagonal, triangulaire, rhombique, octo-rectangulaire) et d'autres combinaisons de filtres couleur (monochrome, RGGB, RGBW, RGBE, CYGM, CMYW, combinaison Super-CCD-EXR) sont évidemment possibles. Celle du Super-CCD-Sensor (brevet Fuji) se présente comme un empilement compact en nid d'abeille de pixels octogonaux, et optimise ainsi la densité de surface en cellules. La taille des cellules photosensibles à la surface du capteur peut être hétérogène : cela améliore sa réponse dynamique.

## Erreurs de détection

### Compensation des erreurs systématiques, calibration

#### Différences de contraste
Pour compenser les différences de contraste de l'image résultant de la présence d'impuretés à la surface du CCD (poussière), d'une sensibilité hétérogène des pixels, ou des défauts spécifiques de l'optique utilisée (vignettage, enfin des reflets), et pouvoir les masquer, l'image enregistrée est recomposée par déconvolution de son fond clair (correction flat-field) puis multipliée par convolution avec la valeur moyenne de ce fond clair. Pour éliminer le bruit d'image dû au courant d'obscurité, on procède en outre sur les photos à temps de pause (par exemple : en astrophotographie) à une synthèse soustractive avec un fond sombre (Dark-frame subtraction). Le résultat est une image calibrée.
Les images ci-après montrent l'effet de cette calibration dans le cas d'une photo d'astronomie. L'image brute présente une multitude de pixels chauds, c'est-à-dire clairs, correspondant à la variation de sensibilité entre pixels. Ce bruit de fond de l'image masque les étoiles les moins lumineuses. L'empoussièrement de la puce photosensible cause des taches sombres.
Pour calibrer l'image, on utilise deux enregistrements :
- un noir enregistré à la même température d'ambiance que l'image brute, avec le même temps d'exposition et à obturateur fermé, qui caractérise le courant d'obscurité qui s'établit pendant l'exposition ;
- un blanc est enregistré en photographiant une surface d'éclairement uniforme, qui caractérise les irrégularités d'exposition du capteur (par exemple à cause du vignettage ou de la poussière) et de la sensibilité de chaque pixel individuellement.

Ces deux fonds donnent les corrections à effectuer pour chaque pixel. Sur la photo calibrée même les étoiles les moins lumineuses sont visibles. La photo calibrée peut être utilisée à des fins d'analyse quantitative, par exemple pour la mesure de l'albedo des astres : sans l'étape de calibration, l'exploitation de l'image brute conduirait à des valeurs erronées.

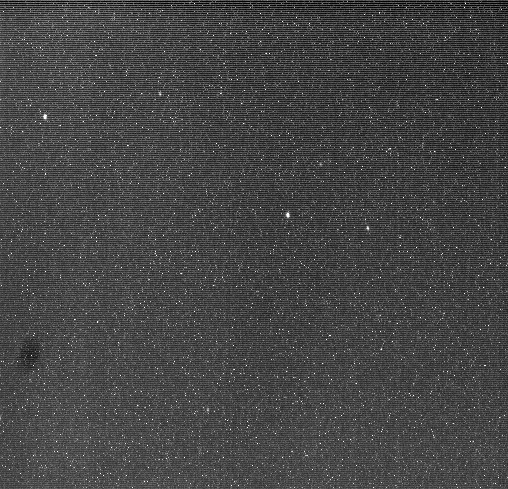
Image brute
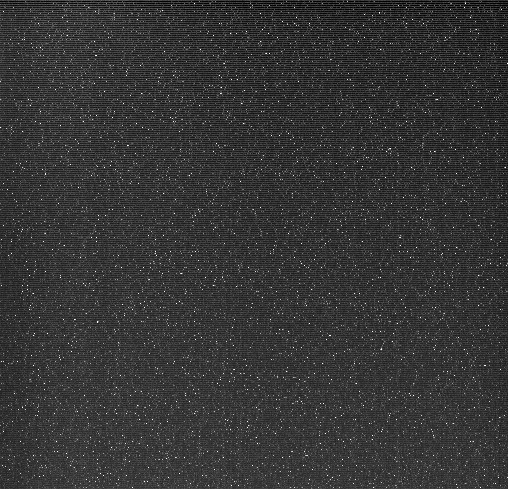
Contraste foncé
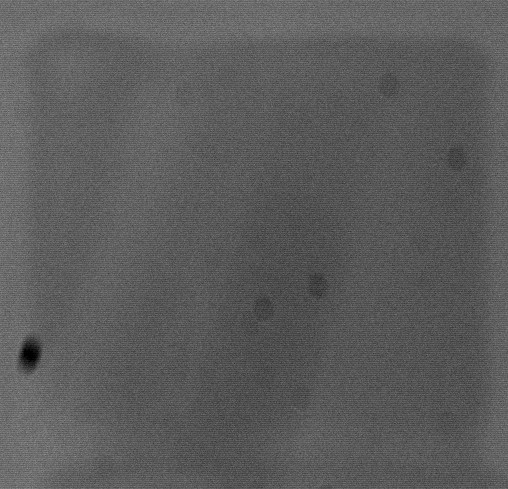
Contraste clair
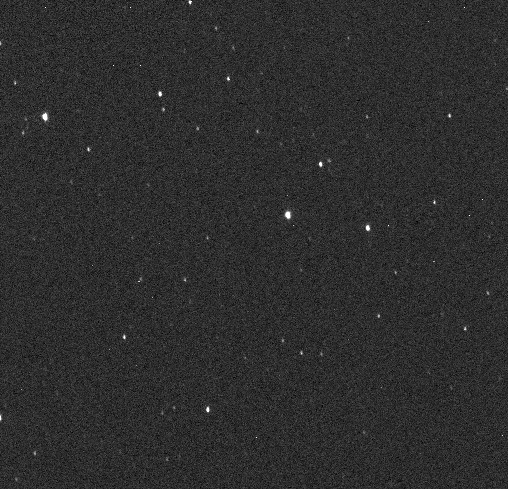
Image recalibrée

#### Irrégularités de la cellule CCD
Il peut advenir, en particulier en lumière cohérente, qu’une élaboration mal soignée de l’écran du CCD destiné à protéger le capteur de l’empoussièrement, conduise à la formation de figures d’interférence. On peut remédier à ce problème en adoptant pour l'écran, non  une lame mince à faces parallèles, mais un dioptre plan dont les faces forment entre elles un léger angle. Lorsqu'un rayon vient frapper l'interface antérieure du dioptre, il émerge avec un angle de réfraction dans l’axe du capteur, où la règle des sinus de Descartes détermine la valeur exacte de l’angle émergent ; simultanément, une partie de ce rayon décrit par réflexion totale une série de reflets avant d’émerger également dans l’axe du capteur. Si l’on considère ces deux rayons, leur différence de marche fait que les fronts d’ondes lumineuses produisent un motif de moiré. Un choix convenable de l’angle de réfraction permettra de resserrer  les raies claires de l’image au point que l’interfrange soit inférieur au diamètre caractéristique des pixels.

### Bruit et imperfections statistiques

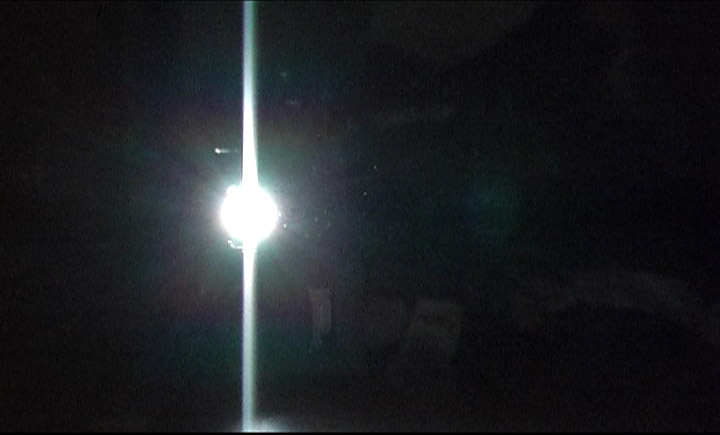
Le phénomène de smear vertical

Les principales qualités caractéristiques des puces CCD sont :
- l’efficacité quantique, c'est-à-dire la probabilité qu'un photon incident chasse un électron. L’efficacité quantique des CCD dépend de la longueur d'onde de la lumière et peut dépasser 90 % (à comparer à un film photographique : 5 % à 10 %) ;
- le courant d'obscurité des cellules photosensibles. Le courant d'obscurité est fortement thermodépendant et par ses propriétés  statistiques provoque un bruit sui generis, affectant différemment chaque pixel et développant par là un bruit numérique. Cela peut aussi créer des « pixels chauds », c'est-à-dire des pixels affectés d'un fort courant d'obscurité ;
- la quantité de charges qu'un pixel peut stocker ou profondeur du puits de potentiel (en angl. full well capacity) ;
- le comportement des cellules individuelles en cas de surexposition : elles reçoivent alors plus de charges qu'elles ne peuvent en stocker. Lorsque la charge influence les pixels voisins, il se produit le défaut dit de blooming (éblouissement), se traduisant par une raie lumineuse sur l'image, ce phénomène est appelé smear[3]. De nombreux appareils photo numériques y remédient, il est vrai, en dérivant les charges excédentaires grâce un circuit spécial (« porte anti-blooming »), mais ces circuits déchargent parfois prématurément certaines cellules et font ainsi perdre une partie de l'information utile : la relation entre l'éclairement et la charge cesse d'être linéaire, et l'image perd en fidélité ;
- le rendement du transfert de charge vers le filtre de sortie ;
- le bruit de fond du filtre de sortie (bruit de décodage, en angl. readout noise).

Dans les appareils photos à haute résolution, on limite le courant d'obscurité et le niveau de bruit en refroidissant la puce. On peut, avec de l'azote liquide, ramener le courant d'obscurité à moins de trois électrons par pixel et par heure.

## Caractéristiques dimensionnelles
L'étendue de la zone photosensible de la puce joue un rôle déterminant pour la qualité d'image. À résolution (nombre de pixels) égale, la surface des cellules est proportionnelle à la surface de la puce. Plus les cellules sont grandes, plus elles interceptent de photons, et la sensibilité lumineuse s'en trouve accrue d'autant. Comme tous les parasites ne s'amplifient pas avec la surface unitaire de cellule, une puce plus grande possède un meilleur rapport signal sur bruit. En outre, de grandes cellules collectent davantage d'électrons et présente une plage dynamique plus étendue.
Outre les données métriques de la surface active elle-même (par ex. 16 mm×2 mm), l'industrie a figé une tradition consacrée par les tubes de caméra, où l'on donnait le diamètre externe de l'ampoule en pouces (par ex. : 2/3″). La surface photosensible de ces tubes était pourtant moindre que leur diamètre extérieur : ainsi la section active d'un tube de 1″ de diamètre n'avait qu'une diagonale d'image d'environ 16 mm. Par définition, une puce CCD de 1″ possède la même diagonale d'image qu'un tube de 1″.
Les dimensions les plus courantes des capteurs image à CCD sont de 2/3″ (ca. 11 mm de diagonale) pour les caméras professionnelles, ou de 1/2″ (env. 8 mm de diagonale) ; pour les appareils destinés aux « prosommateurs », 1/3″ (env. 5,5 mm de diagonale) et pour les applications grand public ou les appareils photos de téléphone portable, des capteurs encore plus petits (1/4″ ou 1/6″). Sur les plus petits appareils numériques on retrouve souvent des capteurs 1/2,3″ (env. 7 mm de diagonale) ; les reflex numériques, le plus souvent un format APS-C (env. 28 mm de diagonale) ou, dans une gamme de prix supérieure, au format standard de la photo argentique.

## Applications

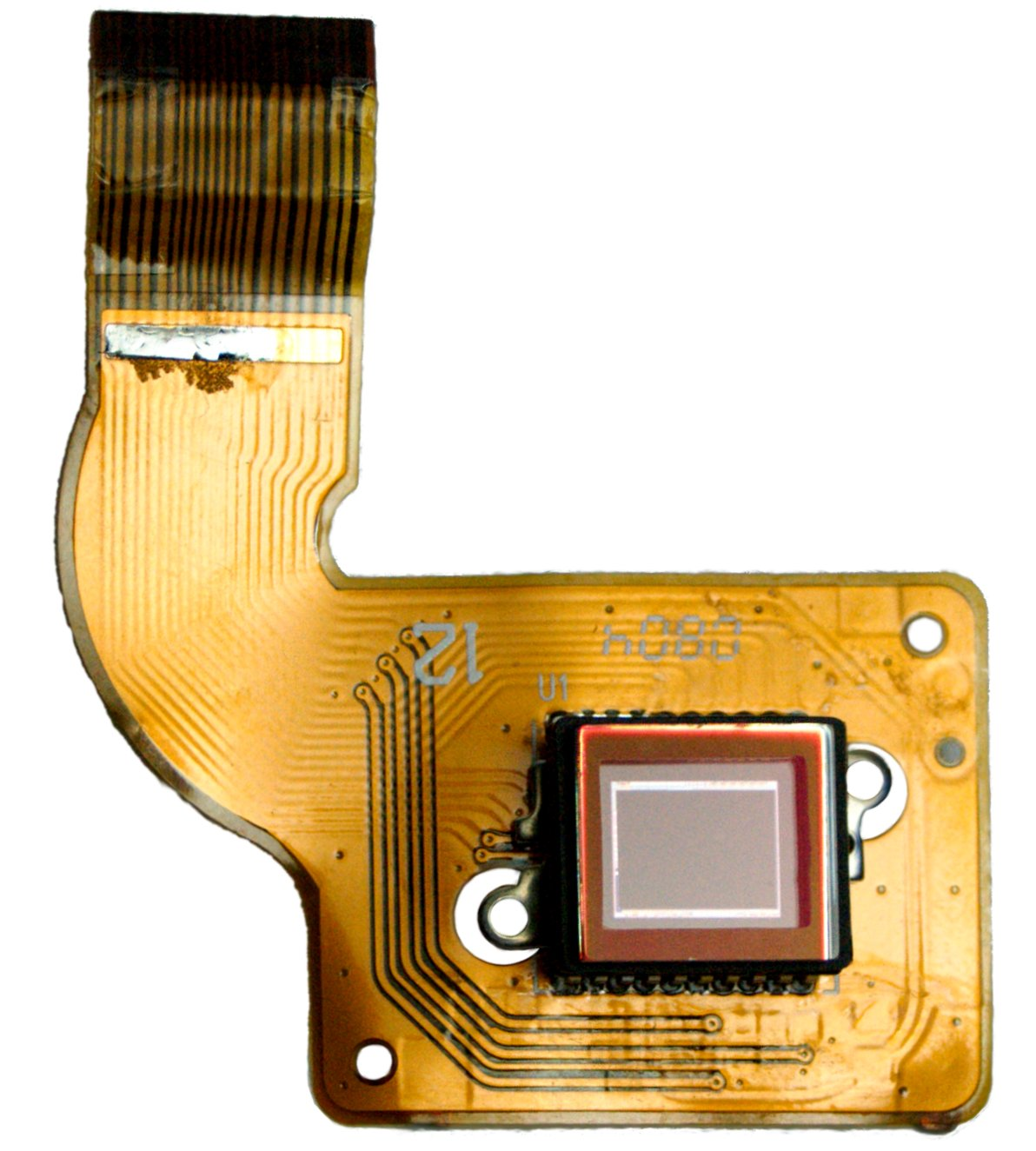
Capteur CCD couleur sur film conducteur d'une caméra miniaturisée.

### Imagerie
On peut utiliser les capteurs CCD aussi bien pour les longueurs d'onde visibles que pour l’infrarouge proche, les UV ou les rayons X : leur spectre d'application s'étend en vérité de 0,1 pm à près de 1 100 nm. Le pouvoir de résolution des grandes longueurs d'onde est limité par les bandes interdites des matériaux semi-conducteurs (env. 1,1 eV pour les puces au silicium et 0,66 eV pour les puces au germanium).
Ils sont donc suffisamment polyvalents pour qu'on les emploie en sciences naturelles et dans l'industrie. Mais c'est surtout en astronomie qu'ils ont très vite détrôné d'autres récepteurs comme les plaques photographiques, de par leur haute sensibilité qui a permis de détecter des astres de très faible luminosité ; mais ils ont bien d'autres avantages, comme l'étendue du spectre à laquelle ils réagissent, leur gamme dynamique plus élevée (c'est-à-dire leur aptitude à contraster efficacement sur une même image les sources minuscules des objets très lumineux) et enfin le caractère numérique de l'information enregistrée ; ce dernier point est un grand avantage en photométrie et pour le développement d'algorithmes complexes de traitement d'image.
Il n'est pas jusqu'à la photographie d'art où les appareils photo numériques à CCD n'aient accompli une révolution. La multiplication du nombre de pixels a étendu l'application des capteurs d'image à CCD à presque toutes les branches de la photographie. Hormis chez quelques artistes, les réflex argentiques professionnels l'ont déjà cédé aux capteurs CCD à 18 mégapixels ; c’est encore plus vrai pour les réflex numériques de milieu de gamme, et ça l'est de plus en plus pour les appareils 35 mm à 30 mégapixels et plus.

### CMOS contre CCD
En technique photographique les capteurs CMOS, avec lesquels on réalisait autrefois les appareils d'entrée de gamme, ont marginalisé à partir de 2005 la part de marché des CCD, même dans le domaine des appareils haut de gamme. Les inconvénients bien réels des CMOS (bruit, moindre sensibilité)[réf. nécessaire] ont été souvent minimisés ou tus dans une certaine mesure, si bien que les capteurs CMOS ont pratiquement supplanté les capteurs CCD dans le domaine des reflex numériques (par ex. : le Canon EOS-1Ds 2002, Nikon D2X 2004, Nikon D300 2007). À image de qualité comparable (selon les applications), les avantages de la technique CMOS (décodage plus rapide et mieux adapté aux besoins, quasi-absence de blooming, etc.) compensent largement leurs défauts[réf. nécessaire]. En revanche, les CCD offrent une résolution bien supérieure pour l'écran de contrôle des appareils photo et des cameras (40 mégapixels et plus). Même pour les compacts digitaux haut-de-gamme et les bridges, on employait vers 2010 presque exclusivement des capteurs CCD (Canon PowerShot S100 à CMOS en 2011, mais PowerShot G1X en 2012).

### Technique vidéo
En ce qui concerne les caméscopes, en revanche, les capteurs CCD se sont substitués aux tubes (Iconoscope, Vidicon). La résolution des caméscopes est, d'après les standards PAL ou NTSC, de 440 000 pixels (CCIR/PAL) resp. 380 000 pixels (EIA/NTSC) et leur fréquence de rafraîchissement de 25 Hz (CCIR/PAL) resp. 30 Hz (EIA/NTSC).

### CCD amplifié, CCD à portes
On peut équiper les CCD d'un étage préamplificateur de contraste : on parle alors de CCD amplifié (intensified CCD, abrégé en iCCD). Le principe est de faire d'abord transiter la lumière par une photocathode ; le courant collecté est ensuite amplifié par exemple par une galette de microcanaux (MCP) et émis sur un écran. La lumière est ensuite acheminée vers le CCD par fibre optique. Compte tenu de la haute sensibilité des CCD actuels, ces CCD amplifiés dégradent la sensibilité pour les clichés à long temps de pause (l’efficacité quantique des photocathodes est même inférieure à celle des meilleurs CCD). Comme les CCD très sensibles sont un peu plus lents au décodage, les iCCD peuvent être intéressants pour les fréquences de balayage élevées (par exemple en vidéo). Les CCD amplifiés permettent aussi de faire chuter la durée d'exposition à moins de 0,2 ns, ce qui est impossible avec un CCD seul. Il faut pour cela parvenir à appliquer de très courtes impulsions en tension aux bornes de la galette de microcanaux : on parle dans ce cas de CCD à portes (gated CCD).

### Détecteurs de particules ionisantes
Les CCD ne sont pas uniquement sensibles au rayonnement électromagnétique, mais aussi aux flux de particules ionisantes, car ces rayonnements peuvent affecter les paires trou-électron. On désigne ces CCD rétro-illuminés détecteurs d'électrons par ebCCD (angl. electron bombarded CCD). Une application de ces capteurs est l’amplification de lumière résiduelle : les électrons proviennent d'une photocathode et sont déviés par une différence de potentiel électrique sur le capteur ebCCD afin que chaque particule chargée incidente affecte plusieurs paires trou-électron à la fois.